# Gabriele Falloppio
Gabriele Falloppio (Modena, 1523 - Padua, 9 oktober 1562), ook wel Fallopius, was een van de belangrijkste anatomen van de zestiende eeuw.

## Biografie
Falloppio's familie was van verarmde adel, waardoor hij hard moest werken voor zijn opleiding. In 1542 werd hij, door financiële problemen, een geestelijke en werd seculiere kanunnik aan de kathedraal van Modena. Hij studeerde geneeskunde aan de universiteit van Ferrara, op dat moment een van de beste medische scholen in Europa.

## Werken
- Kunstbuch Des hocherfarnen und weytberhümpten Herrn Gabrielis Fallopij, der Artzney Doctorn von mancherley nutzlichen Künsten. Sampt einem andern büchlin / durch Christophorum Landrinum außgangen. Manger, Augspurg 1578
- Gabrielis Fallopii Wunderlicher menschlichem Leben gewisser und sehr nutzlicher Secreten drey Bücher : vom Authore selbst in Ttalienischer Sprach publicirt, jetzund aber Teutscher Nation zu gutem in unser Muttersprach ubersetzet. Iennis / N. Hoffmann, Franckfurt am Mayn 1616
- Omnia, quæ adhuc extant opera, 1584

- Bibsys: 2029222
- Biblioteca Nacional de Chile: 000394521
- Biblioteca Nacional de España: XX1650455
- Bibliothèque nationale de France: cb12215681p (data)
- Catàleg d'autoritats de noms i títols de Catalunya: 981058528343206706
- CiNii: DA10454944
- Gemeinsame Normdatei: 117498564
- International Standard Name Identifier: 0000 0001 2120 2320
- Library of Congress Control Number: n86005763
- Mathematics Genealogy Project: 125142
- Nationale Bibliotheek van Tsjechië: nlk20000083451
- Nationale Bibliotheek van Israël: 987007280004305171
- Nationale Bibliotheek van Polen: a0000002803498
- Nationale en Universitaire bibliotheek Zagreb: 000705591
- Nederlandse Thesaurus van Auteursnamen: 141201223
- Réseau des bibliothèques de Suisse occidentale: 02-A003230429
- Istituto Centrale per il Catalogo Unico: BVEV020493
- LIBRIS: 317129
- SNAC: w6h16bww
- Système universitaire de documentation: 078629934
- Virtual International Authority File: 9898766
- WorldCat: E39PBJmdrW4mPMfWv3QKvWyrv3

1. ↑  https://searchworks.stanford.edu/view/7858246.